# Juliusz Szychiewicz
Juliusz Szychiewicz (ur. 9 czerwca 1897 w Milatynie, zm. 17 października 1974 w Warszawie) – major dyplomowany kawalerii Wojska Polskiego.

## Życiorys
Urodził się 9 czerwca 1897 w Milatynie jako syn Leona. 3 maja 1922 roku został zweryfikowany w stopniu podporucznika ze starszeństwem z dniem 1 czerwca 1919 roku i 70. lokatą w korpusie oficerów jazdy (od 1924 roku - kawalerii). Na porucznika awansował ze starszeństwem z dniem 1 października 1920 roku. Po zakończeniu wojny kontynuował służbę w 12 pułku Ułanów Podolskich w Krzemieńcu. 
2 listopada 1926 roku został przydzielony do Wyższej Szkoły Wojennej w Warszawie, w charakterze słuchacza Kursu Normalnego 1926–1928 z równoczesnym przeniesieniem do kadry oficerów kawalerii. 31 października 1928 roku, po ukończeniu kursu i uzyskaniu dyplomu naukowego oficera Sztabu Generalnego, został przydzielony do dowództwa XII Brygady Kawalerii w Ostrołęce na stanowisko oficera sztabu. W następnym roku otrzymał przeniesienie do dowództwa 29 Dywizji Piechoty w Grodnie na stanowisko I oficera sztabu. Jak sam wspominał służba pod dowództwem generała brygady Franciszka Kleeberga była dla niego „III rokiem nauki w Wyższej Szkole Wojennej”. Pełniąc służbę sztabową pozostawał oficerem nadetatowym 12 pułku ułanów. 27 stycznia 1930 roku awansował na rotmistrza ze starszeństwem z dniem 1 stycznia 1930 roku i 51. lokatą w korpusie oficerów kawalerii. 9 grudnia 1932 roku został przeniesiony z 4 pułku Ułanów Zaniemeńskich w Wilnie do dowództwa 6 Samodzielnej Brygady Kawalerii w Stanisławowie na stanowisko szefa sztabu. 26 stycznia 1934 roku ogłoszono jego przeniesienie do składu osobowego Inspektora Armii generała dywizji Stefana Dąb-Biernackiego z siedzibą w Wilnie na stanowisko oficera sztabu. W 1937 roku został szefem sztabu Podlaskiej Brygady Kawalerii w Białymstoku. Na tym stanowisku walczył w kampanii wrześniowej 1939 roku.
W 1966 roku mieszkał w Krakowie przy ulicy Konfederackiej 17/5.
Zmarł 17 października 1974 roku w Warszawie. Został pochowany na Cmentarzu Komunalnym na Powązkach (kwatera A18-5-23).

## Ordery i odznaczenia
- Krzyż Walecznych
- Złoty Krzyż Zasługi
- Medal Niepodległości (9 listopada 1933)[15]
- Krzyż Zasługi Wojsk Litwy Środkowej (3 marca 1926)[16]
- Odznaka Pamiątkowa Generalnego Inspektora Sił Zbrojnych (12 maja 1936)
- Medal Zwycięstwa („Médaille Interalliée”)